# Snappertuna kyrka
Snappertuna kyrka är en korsformad träkyrka som ligger i Snappertuna i Raseborgs stad, Finland. Den används av Ekenäsnejdens svenska församling.

## Kyrkobyggnaden
Snappertuna träkyrka, som ligger ensam på en höjd, uppfördes 1688. Den blev förhöjd och grundligt reparerad 1797. Kyrkan har restaurerats grundligt 1958-59 och senast år 2000. 
Ovanför korsarmarna finns sluttande läktare. 
Klockstapeln härstammar från år 1776.
På kyrkogården finns ett gravkapell över friherrinnan Anna Sibylla von Stahlbourg (1741-78). 

## Inventarier
Predikstolen målades 1701 och altartavlan 1841. 
Orgeln är från Tallinn och byggdes 1884.

## Galleri

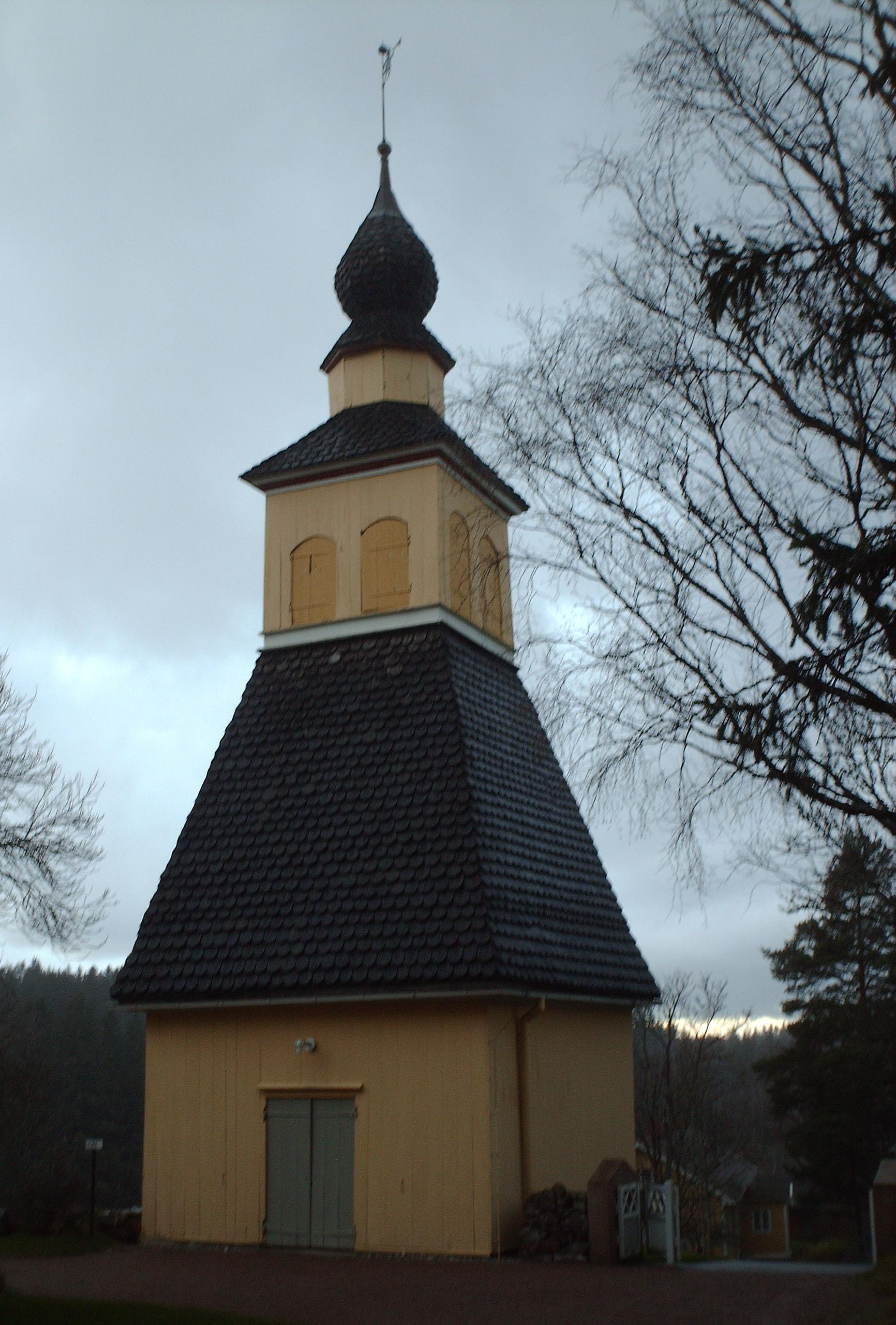
Klockstapeln väster om kyrkan.
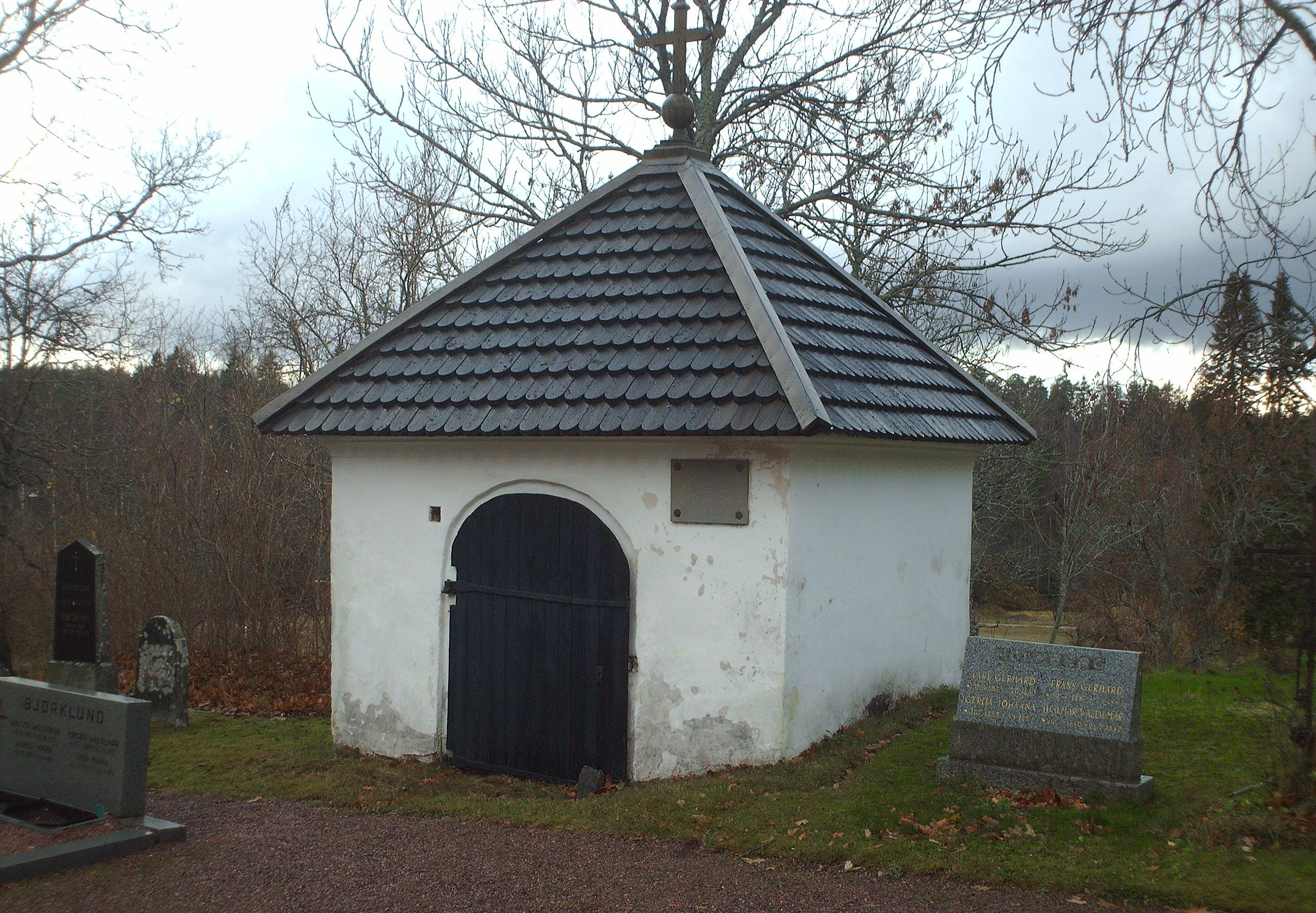
Mausoleet i kyrkogårdens sydvästra hörn.